# كأس إيطاليا 1987–88
كأس إيطاليا 1987–88 (بالإيطالية: Coppa Italia 1987-1988)‏ هو الموسم 41 من كأس إيطاليا. أشرف على تنظيمه اتحاد إيطاليا لكرة القدم، وكان عدد الأندية المشاركة فيه 48، وفاز فيه نادي سامبدوريا.